# Gabrielle Tana
Gabrielle Tana ist eine britische Filmproduzentin. Bei der Oscarverleihung 2014 war sie in der Kategorie Bester Film für das britische Filmdrama Philomena nominiert.

## Leben
In ihrer Jugend arbeitete sie im Gate Cinema in Notting Hill. Sie studierte an der Universität Philosophie, arbeitete in den Semesterferien aber regelmäßig bei Filmproduktionen mit. Während dieser Zeit arbeitete sie als Assistentin für Produzenten und für Regisseure. Anschließend war sie für Disney in Frankreich tätig, wo sie hauptsächlich Musikvideos produzierte.
Im Anschluss daran machte sie sich selbständig und zog von Frankreich nach New York. Dort produzierte sie Filme wie Paradies, Brooklyn und Animals with the Tollkeeper. 2014 war sie gemeinsam mit Steve Coogan und Tracey Seaward für den Film Philomena für den Oscar in der Kategorie Bester Film sowie für einen BAFTA nominiert.

## Filmografie (Auswahl)
- 1988: Tajna manastirske rakije
- 1993: Die drei Musketiere (The Three Musketeers)
- 1995: Paradies, Brooklyn (Someone Else's America)
- 1998: Animals with the Tollkeeper
- 1999: On the Ropes
- 2002: The Moth (Fernsehserie)
- 2005: Mañana
- 2008: Die Herzogin (The Duchess)
- 2011: Coriolanus
- 2013: Philomena
- 2013: The Invisible Woman
- 2016: Dancer, Dokumentarfilm
- 2018: Ideal Home
- 2018: Nurejew – The White Crow (The White Crow)
- 2020: Minamata
- 2022: Dreizehn Leben (Thirteen Lives)
- 2023: Firebrand